# Mohsin al-Harthi
Mohsin al-Harthi (arabisch محسن الحارثي, DMG Muḥsin al-Ḥāriṯī; * 17. Juli 1976) ist ein ehemaliger saudi-arabischer Fußballspieler.

## Karriere

### Klub
Er begann seine Karriere im Jahr 1998 bei al-Nasr und nahm mit diesem an der Klub-WM 2000 teil. Dort spielte er ununterbrochen bis zum Jahr 2006, wonach er für ein weiteres Jahr zu al-Fayha wechselte. Nach einem Jahr wechselte er weiter zum Ohod Club, wo er schließlich im Jahr 2009 seine Karriere beendete.

### Nationalmannschaft
Sein erster bekannter Einsatz für die saudi-arabischen Nationalmannschaft war am 22. Juni 1999 bei einem 2:0-Freundschaftsspielsieg über Jordanien, wo er zur zweiten Halbzeit für Mohammed al-Khilaiwi eingewechselt wurde. Es folgten im Laufe der nächsten Wochen weitere Einsätze in Freundschaftsspielen, was dann in Einsätzen in allen Partien des Konföderationen-Pokals 1999 mündete. Es folgten zwei weitere Einsätze im selben Jahr, danach kam er aber erst wieder Anfang 2001 zum Einsatz. Bei Freundschaftsspielen sowie dem nachfolgenden Qualifikationsspielen für die Weltmeisterschaft 2002 wirkte er aktiv mit. Nach der erfolgreichen Qualifikation für die Endrunde, stand er auch hier im Kader, erhielt jedoch keine Einsatzzeit. Zu mehr Einsätzen nach diesem Turnier kam er im Nationaldress dann auch nicht mehr.